# 음력 4월 7일
음력 4월 7일은 음력 4월의 7번째 날이다.

## 사건
- 521년 - 금관가야의 구형왕이 보위에 오르다.

## 문화
- 1990년 - BBS FM 개국.
- 1998년 - 대구 도시철도 1호선 중앙로 ~ 안심 구간이 개통되면서 완전 개통되었다.

## 탄생
- 1731년 - 홍대용.
- 1950년 - 대한민국의 희극인 김병조.
- 1956년 - 대한민국의 배우 장기용.
- 1988년 - 이탈리아의 축구 선수 일라리아 마우로.
- 1990년 - 대한민국의 뮤지컬 배우 강지혜.
- 1991년 - 대한민국의 배우 임세주.

## 사망
- 1962년 - 대한민국의 독립운동가 김창숙.

## 같이 보기
- 음력 360일: 1월 2월 3월 4월 5월 6월 7월 8월 9월 10월 11월 12월
- 전날:4월 6일 다음날:4월 8일 - 전달:3월 7일 다음달:5월 7일
- 양력:4월 7일
- 음력, 윤달